# Drei Mädchen und drei Jungen
Drei Mädchen und drei Jungen (Originaltitel: The Brady Bunch) ist eine US-amerikanische Familienserie, die von 1969 bis 1974 in fünf Staffeln 117 Episoden zu je 25 Minuten für den US-Fernsehsender ABC produziert wurde. Ab 1971 lief die Fernsehserie im ZDF. Neben den Ablegern The Brady Bunch Hour (1976–1977) und Eine reizende Familie (The Brady Girls Get Married ) entstanden ab 1981 unter dem Titel Die Bradys vier längere Fernsehfilme sowie mit anderer Besetzung 1995 und 1996 die Kinofilme Die Brady Family und Die Brady Family 2.

## Handlung
Die Serie zeigte das idealisierte Bild einer mittelständischen US-amerikanischen Patchworkfamilie in den frühen 1970er Jahren:
Mike Brady, ein verwitweter Architekt mit den Söhnen Greg, Peter und Bobby, heiratet Carol Martin (geborene Tyler) mit den Töchtern Marcia, Jan und Cindy. Die Töchter nehmen den Brady-Familiennamen an. Die neue Familie, einschließlich Mikes Haushälterin Alice Nelson, die für alles einen Rat hat, zieht in ein neues Haus in einem Vorort von Los Angeles, das von Mike entworfen wurde.
Die Bradys müssen zunächst lernen, mit den neuen familiären Gegebenheiten zurechtzukommen. Die einzelnen Episoden behandeln zumeist typische Kindheitsprobleme wie schwierige Verabredungen, Rivalitäten und Familienkabbeleien.

## Synchronisation
Die deutsche Synchronfassung entstand bei der Beta-Technik Gesellschaft für Filmbearbeitung, München. Die Synchronisation lief in zwei Phasen ab. Für die erste Synchronphase schrieben Eberhard Storeck und Lothar Michael Schmitt die Dialogbücher. Schmitt führte auch Dialogregie, zusammen mit Roland Scheef. Für die zweite Synchronphase wurden Buch und Regie auf Andrea Wagner übertragen.
| Rolle        | Darsteller         | Synchronsprecher                                    |
| ------------ | ------------------ | --------------------------------------------------- |
| Mike Brady   | Robert Reed        | Hartmut Reck                                        |
| Carol Brady  | Florence Henderson | Eva-Maria Lahl                                      |
| Alice Nelson | Ann B. Davis       | Ingeborg Lapsien                                    |
| Marcia Brady | Maureen McCormick  | Inez Günther                                        |
| Jan Brady    | Eve Plumb          | Claudia Quilling                                    |
| Cindy Brady  | Susan Olsen        | Irina Wanka                                         |
| Greg Brady   | Barry Williams     | Thomas Margulies                                    |
| Peter Brady  | Christopher Knight | Udo Wachtveitl                                      |
| Bobby Brady  | Mike Lookinland    | Niko Macoulis (1. Stimme) Julian Manuel (2. Stimme) |

## Hintergrund
Der Schöpfer der Serie, Sherwood Schwartz, wurde 1966 durch Berichte über steigende Scheidungszahlen inspiriert, eine Serie über eine Patchwork-Familie zu schreiben. Allerdings fanden die Fernsehproduzenten diese Idee zu riskant. 1968 kam der bei Publikum beliebte Film Deine, meine, unsere heraus, der den Weg für die Idee ebnete.
Schwartz wollte ursprünglich, dass Carol geschieden ist, aber der Sender war dagegen. So ersann man einen Kompromiss, dass die Umstände über das Ende von Carols erster Ehe unerwähnt bleiben sollten.
Der Hund der Familie mit dem Rollennamen Tiger wurde 1971 bei den Dreharbeiten von einem Lieferwagen auf dem Studiogelände überfahren.

## Rezeption
Die 13. Episode der 1. Staffel, Masern (Is There A Doctor In The House?, 1969), wird von Impfgegnern seit 2019 als Beweis für die angebliche Harmlosigkeit von Masern und Argument gegen die Masernimpfung verwendet. Marcia-Darstellerin Maureen McCormick wehrte sich gegen die Verharmlosung der Masern, weil sie selbst erheblich schwerer daran erkrankte als in der Episode dargestellt. Auch in Anne Georgets Dokumentarfilm Impfen – Die ganze Geschichte wird ein Ausschnitt der Episode verwendet.

## DVD-Veröffentlichung
Deutschland
- Staffel 1 erschien am 28. September 2012 bei Studio Hamburg enterprises[11]
- Staffel 2 erschien am 27. September 2013 bei Studio Hamburg enterprises[12]